# 毛裂蜂斗叶
毛裂蜂斗叶（学名：Petasites tricholobus）是菊科蜂斗菜属的植物。分布在越南、尼泊尔、印度以及中国大陆的云南、甘肃、青海、贵州、四川、陕西、西藏、山西等地，生长于海拔700米至4,200米的地区，多生在山坡路旁或水旁，目前尚未由人工引种栽培。

## 别名
冬花（甘肃、陕西）